# Danacetichthys galathenus
Danacetichthys galathenus är en fiskart som beskrevs av Paxton, 1989. Danacetichthys galathenus ingår i släktet Danacetichthys och familjen Cetomimidae. Inga underarter finns listade i Catalogue of Life.